# Odostomia puelchana
Odostomia puelchana is een slakkensoort uit de familie van de Pyramidellidae. De wetenschappelijke naam van de soort is voor het eerst geldig gepubliceerd in 1982 door Castellanos.